# Schinderhannes (Schauspiel)

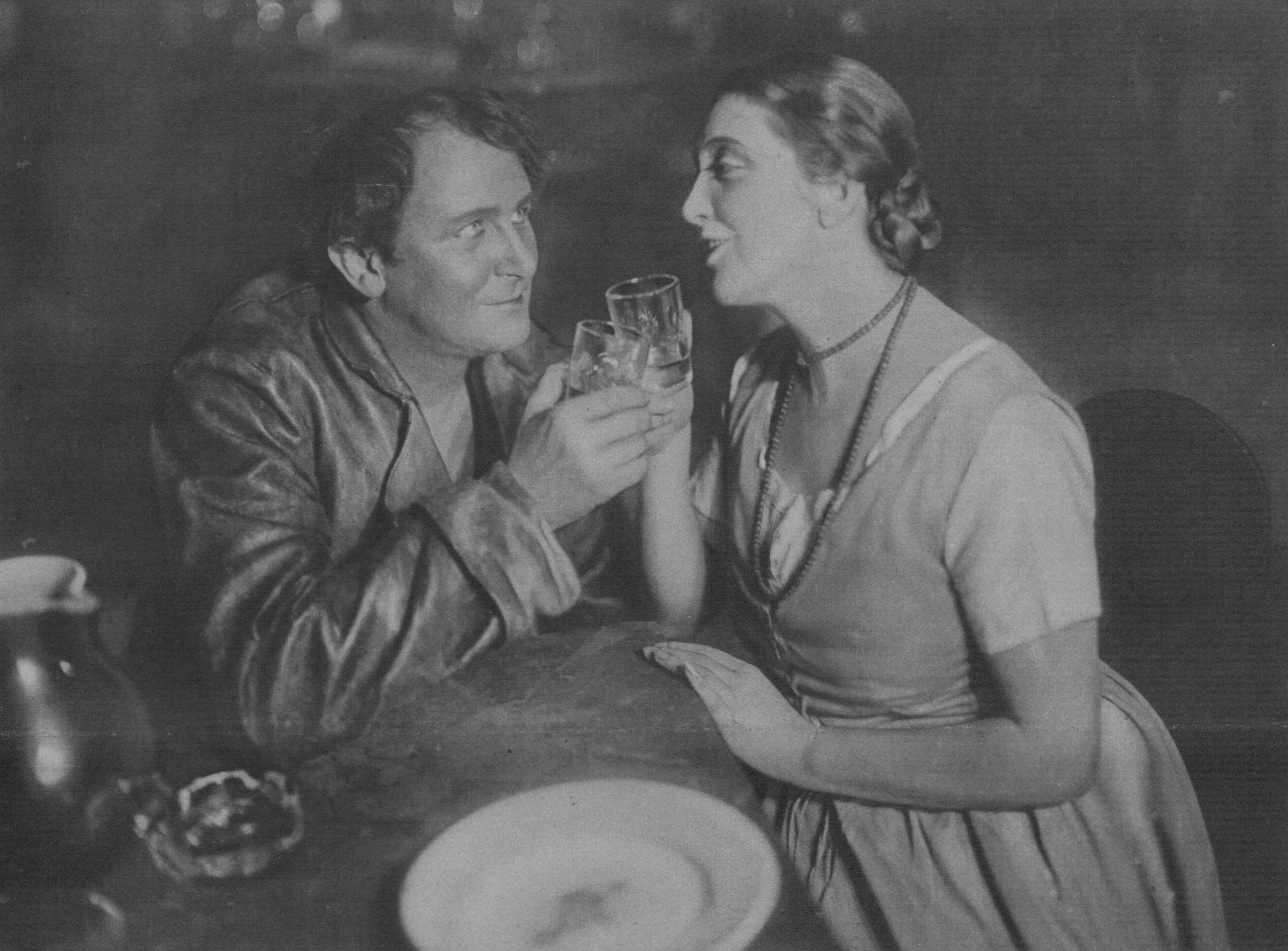
Eugen Klöpfer als Schinderhannes und Käthe Dorsch als Julchen in der Berliner Inszenierung von 1927

Schinderhannes ist ein Schauspiel von Carl Zuckmayer über das Leben des „Schinderhannes“ genannten Räuberhauptmanns Johannes Bückler. Es wurde am 13. Oktober 1927 am Berliner Lessingtheater uraufgeführt.

## Handlung
Zuckmayers Drama basiert auf der Lebensgeschichte Johannes Bücklers, ohne aber dabei historisch völlig korrekt zu sein. Das Stück spielt im Hunsrück während der Franzosenzeit um den Wechsel vom 18. ins 19. Jahrhundert. Hauptperson ist der Schinderhannes Johannes Bückler, der als Anführer einer Räuberbande die Reichen bestiehlt und die armen Bauern unterstützt. Liiert ist er mit Julchen, die auch ein Kind von ihm bekommen hat.
Der Schinderhannes wird eines Tages verraten und nach seiner Gefangennahme mit 19 Kameraden vor dem Mainzer Holzturm geköpft. Trotz ihrer Trauer kann Julchen einen gewissen heimlichen Stolz nicht verhehlen, dass zur Hinrichtung („Fünfzehntausend Leut!“) mehr Zuschauer gekommen sind, als kurz zuvor in Mainz Napoleon Bonaparte gehuldigt hatten.

## Rezeption
Das Stück wurde 1958 unter dem Titel Der Schinderhannes mit Curd Jürgens als Schinderhannes und Maria Schell als Julchen verfilmt. Während das Stück beim Publikum großen Anklang fand, waren die Kritikermeinungen eher negativ. Bekannt wurde auch das im Stück enthaltene, von Zuckmayer gedichtete Schinderhanneslied.